# Biberacher Filmfestspiele

Logo der Filmfestspiele

Die Biberacher Filmfestspiele finden alljährlich am ersten Novemberwochenende in Biberach an der Riß statt. Bei der auch als „Familientreffen deutscher Filmemacher“ bezeichneten Veranstaltung präsentieren die Filmschaffenden ihre neuesten Werke ihren Kollegen und dem Publikum.

## Geschichte
Das Festival wurde 1979 von Adrian Kutter gegründet, der auch Intendant war und zu den bekannten Persönlichkeiten des bundesdeutschen Kino- und Filmgeschäfts zählt. Im September 2003 hat sich der Verein Biberacher Filmfestspiele e. V. gegründet, der seitdem das Festival veranstaltet und seinen Intendanten bei den immer umfangreicher werdenden organisatorischen Aufgaben unterstützt. Erster Vorsitzender des Vereins ist Tobias Meinhold, der zweite Vorsitzende ist satzungsgemäß der Oberbürgermeister von Biberach, seit 2013 Norbert Zeidler.
Mit Ende der 40. Ausgabe 2018 gab Adrian Kutter die Intendanz ab, als kommissarische Vertreterin wurde seine Ehefrau Helga Reichert berufen. Im Februar 2019 wurde Helga Reichert von den Mitgliedern des Vereins Biberacher Filmfestspiele zur Intendantin des Festivals gewählt. Im März 2021 wurde Nathalie Arnegger vom Trägerverein Biberacher Filmfestspiele e. V. als Nachfolgerin von Helga Reichert als Intendantin der Biberacher Filmfestspiele vorgestellt. Im Mai 2023 gaben der Verein und die bisherige künstlerische Leiterin Nathalie Arnegger das Ende der Zusammenarbeit bekannt. 2024 wurde Douglas Wolfsperger zum künstlerischen Leiter bestellt.
Am letzten Tag des Festivals findet jeweils eine Gala mit Preisverleihung statt. Der Hauptpreis Goldener Biber ist mit 8.000 Euro dotiert. Verliehen werden ferner die mit jeweils 3.000 Euro dotierten Preise Dokubiber und Debütbiber, der mit 2.000 Euro dotierte Kurzfilmbiber sowie der mit 2.000 Euro dotierte Publikumsbiber. Seit 2008 wird außerdem ein mit 3.000 Euro dotierter Schülerbiber von einer Jury aus Biberacher Schülern vergeben. Darüber hinaus wird seit 2009 der vermeintlich beste in Biberach gezeigte Fernsehfilm mit dem Fernsehbiber prämiert. Dieser ist mit 3.000 Euro durch den Produzenten Hans W. Geißendörfer dotiert. Die übrigen Preisgelder stellen die Stadt Biberach sowie u. a. die Kreissparkasse Biberach, EnBW, und Liebherr. Ein restliches Preisgeld wird von der Film Commission (Region Ulm) und der Biberacher Werbegemeinschaft gestellt.
Zwischen 2018 und 2023 war in jährlichem Wechsel mit dem inzwischen eingestellten Kinofest Lünen der mit € 3.000,-- dotierte  Siegfried-Kracauer-Preis für die „Beste Filmkritik“ verliehen. Im Jahr 2024 wird der jetzt mit € 5.000,-- dotierten Preis auf dem DOK Leipzig verliehen.
Parallel zu den Filmfestspielen findet seit 2004 in unregelmäßigen Abständen – so 2005 und 2008 – das B.I.F.F. (Biberacher Independent Film Festival) statt. Dieses ist kein Ableger der Biberacher Filmfestspiele, sondern ein eigenständiges Festival für Kurzfilme.
Im Jahr 2023 wurde in Folge der im Mai 2023 bekanntgegebenen Ausscheidung der Intendantin Nathalie Arnegger das Programm kommissarisch vom Drehbuchautor und Schriftsteller Martin Maurer koordiniert. Es wurden nur zwei statt zehn Preise vergeben. Im Jahr 2024 werden wieder zehn Preise überreicht.

## Preisträger

### 1986–1989
1986
- Preisträger: Konzert für die rechte Hand von Michael Bartlett

1987
- Preisträger: Drachenfutter von Jan Schütte

1988
- Preisträger: Martha Jellneck von Kai Wessel

1989
- Preisträger: Georg Elser – Einer aus Deutschland von Klaus Maria Brandauer

### 1990–1999
1990
- Preisträger: Mirakel von Leopold Huber und Winckelmanns Reisen von Jan Schütte

1991
- Preisträger: Im Kreise der Lieben von Hermine Huntgeburth

1992
- Preisträger: Dunkle Schatten der Angst von Konstantin A. Schmidt

1993
- Preisträger: Der Kinoerzähler von Bernhard Sinkel

1994
- Preisträger: Burning Life von Peter Welz und Silent Love von Josh Broeker

1995
- Preisträger: Nach Fünf im Urwald von Hans-Christian Schmid

1996
- Preis der C.I.C.A.E.: Jenseits der Stille von Caroline Link
- Lobende Erwähnung der Internationalen Jury: Der Fischerkrieg am Bodensee von Klaus Gietinger
- Nachwuchsförderpreis: Wer hat Angst vorm Weihnachtsmann? von Annette Ernst
- Publikumspreis: Jenseits der Stille von Caroline Link

1997
- Preis der C.I.C.A.E.: Zugvögel … Einmal nach Inari von Peter Lichtefeld
- Lobende Erwähnung der Internationalen Jury: Blue Note – A Story of Modern Jazz von Julian Benedikt
- Nachwuchsförderpreis: Martin – das erste Mal von Markus Herling
- Publikumspreis: Comedian Harmonists von Joseph Vilsmaier

1998
- Preis der C.I.C.A.E.: Die Stunde des Lichts von Stijn Coninx
- Lobende Erwähnung der Internationalen Jury: Yara von Yılmaz Arslan
- Nachwuchsförderpreis: Se non mi vuoi von Miriam Pucitta
- Publikumspreis: Drei Herren von Nikolaus Leytner

1999
- Preis der C.I.C.A.E.: Ein Lied von Liebe und Tod – Gloomy Sunday von Rolf Schübel und Schnee in der Neujahrsnacht von Thorsten Schmidt
- Nachwuchsförderpreis: Il Rubin von Carlos Alvarez Vela
- Publikumspreis: Drei Chinesen mit dem Kontrabass von Klaus Krämer

### 2000–2009
2000
- Preis der C.I.C.A.E.: Gripsholm von Xavier Koller
- Lobende Erwähnung der C.I.C.A.E.: Eine Hand voll Gras von Roland Suso Richter
- Nachwuchsförderpreis: Ich werde dich auf Händen tragen von Ian Dilthey
- Publikumspreis: Gran Paradiso von Miguel Alexandre

2001
- Preis der internationalen Jury: So weit die Füße tragen von Hardy Martins
- Lobende Erwähnung der internationalen Jury: Engel & Joe von Vanessa Jopp
- Publikumspreis: So weit die Füße tragen von Hardy Martins
- Nachwuchsförderpreis: Rohat von Juliane Hohl
- Lobende Erwähnung: Mein Bruder der Vampir von Sven Taddicken

2002
- Preis der internationalen Jury: Solino von Fatih Akin
- Lobende Erwähnung der internationalen Jury: Bellaria von Douglas Wolfsperger
- Lobende Erwähnung der internationalen Jury: Love the Hard Way von Peter Sehr
- Publikumspreis: Große Mädchen weinen nicht von Maria von Heland
- Nachwuchsförderpreis: Der Plan des Herrn Tomascheck von Ralf Westhoff

2003
- Goldener Biber: Luther von Eric Till
- Publikumspreis: Eiderdiebe von Robert Schwentke
- Avid Nachwuchsförderpreis: Vida! Bruchstücke einer Erinnerung von Winfried Oelsner und Platzangst von Heike Schober
- Lobende Erwähnung: Hierankl von Hans Steinbichler

2004

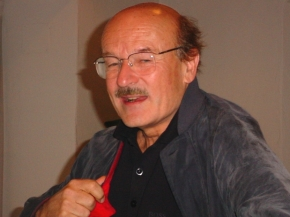
Volker Schlöndorff beim Filmfest Biberach 2004

- Goldener Biber: Der neunte Tag von Volker Schlöndorff
- Publikumspreis: Baby, you’re mine von Anette Ernst
- Avid Nachwuchsförderpreis: Camera Obscura von Benjamin Eicher
- Lobende Erwähnung: Mein Bruder ist ein Hund von Uwe Timm
- Lobende Erwähnung: Basta – Rotwein oder Totsein von Pepe Danquart
- Lobende Erwähnung: Zwei Wochen in Argentinien von Holger Haase

2005
- Goldener Biber: Ein ganz gewöhnlicher Jude von Oliver Hirschbiegel
- Lobende Erwähnung der Jury: Eine andere Liga von Buket Alakuş
- Publikumspreis: Charlotte und ihre Männer von Dirk Kummer
- Dokumentarfilmpreis (erstmals vergeben): War’n Sie schon mal in mich verliebt? von Douglas Wolfsperger
- Avid Nachwuchsförderpreis: Die Boxerin von Catharina Deus
- Lobende Erwähnung: Helden in Gummistiefeln von Hagen Winterhoff
- Ehrenbiber: Harry Baer

2006
- Goldener Biber: Vier Minuten von Chris Kraus
- Lobende Erwähnung: Stille Sehnsucht – Warchild von Christian Wagner
- Dokubiber: Tiger von Pawel M. Starost
- Lobende Erwähnung: Der Anfang war gut von Susanna Salonen
- Debütbiber: Pingpong von Matthias Luthardt
- Kurzfilmbiber: Großstadträuber von Arne Ahrens
- Publikumsbiber: Vier Minuten von Chris Kraus
- Lobende Erwähnung für herausragende schauspielerische Leistungen: Fabian Busch
- Ehrenbiber: Vadim Glowna

2007
- Goldener Biber: Für den unbekannten Hund von Benjamin Reding und Dominik Reding
- Dokubiber: Ich will dich – Begegnungen mit Hilde Domin von Anna Ditges
- Debütbiber: Blindflug von Ben von Grafenstein (Lobende Erwähnung: Sieben Tage Sonntag von Niels Laupert)
- Kurzfilmbiber: Milan von Michaela Kezele (Lobende Erwähnung: Ein Sommer lang von Steffi Niederzoll)
- Publikumsbiber: Nichts als Gespenster von Martin Gypkens

2008
- Goldener Biber: Was wenn der Tod uns scheidet? von Ulrike Grote
- Dokubiber: Stolperstein von Dörte Franke
- Debütbiber: Novemberkind von Christian Schwochow
- Kurzfilmbiber: Die Klärung eines Sachverhalts von Sören Hüper und Christian Prettin (Lobende Erwähnung: Was weiß der Tropfen davon von Jan Zabeil)
- Publikumsbiber: Was wenn der Tod uns scheidet? von Ulrike Grote
- Schülerbiber: Höhere Gewalt von Lars-Henning Jung (Lobende Erwähnung: Alles für meinen Vater von Dror Zahavi)

2009
- Goldener Biber: Die Liebe der Kinder von Franz Müller
- Fernsehbiber: Schutzlos von René Heisig
- Dokubiber: Seelenvögel von Thomas Riedelsheimer
- Debütbiber: Draußen am See von Felix Fuchssteiner
- Kurzfilmbiber: Amoklove von Julia C. Kaiser
- Publikumsbiber: Die Standesbeamtin von Micha Lewinsky
- Schülerbiber: Draußen am See von Felix Fuchssteiner

### 2010–2019
2010
- Goldener Biber: Poll von Chris Kraus
- Debütbiber: Das Lied in mir von Florian Cossen
- Publikumsbiber: Mein Leben im Off von Oliver Haffner
- Schülerbiber: Picco von Philip Koch
- Dokumentarfilmbiber: 7 oder Warum ich auf der Welt bin von Antje Starost und Hans Helmut Grotjahn
- Kurzfilmbiber: Ich bin’s. Helmut von Nicolas Steiner
- Fernsehbiber: Das geteilte Glück von Thomas Freundner
- Ehrenbiber: Joseph Vilsmaier

2011
- Goldener Biber: Halt auf freier Strecke von Andreas Dresen
- Debütbiber: Sommer auf dem Land von Radek Wegrzyn
- Publikumsbiber: Sommer auf dem Land von Radek Wegrzyn
- Schülerbiber: Ameisen gehen andere Wege von Catharina Deus
- Dokumentarfilmbiber: Wader Wecker Vater Land von Rudi Gaul
- Kurzfilmbiber: 1000 Gramm von Tom Bewilogua
- Fernsehbiber: Es ist nicht vorbei von Franziska Meletzky
- Ehrenbiber: Hans W. Geißendörfer

2012
- Goldener Biber: Zwei Leben von Georg Maas
- Debütbiber: Die Brücke am Ibar von Michaela Kezele
- Publikumsbiber: Die Brücke am Ibar von Michaela Kezele
- Schülerbiber: Schuld sind immer die Anderen von Lars-Gunnar Lotz
- Dokumentarfilmbiber: A Silent Rockumentary von Jonas Grosch
- Kurzfilmbiber: Ein Augenblick in mir von David Lorenz
- Fernsehbiber: Vater, unser Wille geschehe von Robert Ralston jr.

2013
- Goldener Biber: 45 Minuten bis Ramallah von Ali Samadi Ahadi
- Debütbiber: Mystery Cache von Philipp Dettmer
- Publikumsbiber: 45 Minuten bis Ramallah von Ali Samadi Ahadi
- Schülerbiber: Frei von Bernd Fischerauer
- Dokumentarfilmbiber: Anatomie des Weggehens von Serban Oliver Tataru
- Kurzfilmbiber: Ich hab noch Auferstehung von Jan-Gerrit Seyler
- Fernsehbiber: Pass gut auf ihn auf! von Johannes Fabrick
- Ehrenbiber: Edgar Reitz

2014
- Goldener Biber: Ein Geschenk der Götter von Oliver Haffner
- Debütbiber: Los Angeles von Damien John Harper
- Publikumsbiber: Be my Baby von Christina Schiewe
- Schülerbiber: Be my Baby von Christina Schiewe
- Dokumentarfilmbiber: Wiedersehen mit Brundibar von Douglas Wolfsperger
- Kurzfilmbiber: Die Brunnenfrau von Julia Finkernagel
- Fernsehbiber: Die Frau mit einem Schuh von Michael Glawogger
- Ehrenbiber: Reinhard Hauff

2015
- Goldener Biber: God of Happiness von Dito Tsintsadze
- Debütbiber: Wanja von Carolina Hellsgård
- Publikumsbiber: Nacht der Angst von Gabriela Zerhau
- Schülerbiber: Im Spinnwebhaus von Mara Eibl-Eibesfeldt
- Dokumentarfilmbiber: A Man Can Make a Difference von Ullabritt Horn
- Kurzfilmbiber: Er und sie von Marco Gadge
- Fernsehbiber: Vorstadtrocker von Martina Plura
- Ehrenbiber: Klaus Maria Brandauer

2016
- Goldener Biber: Enklave von Goran Radovanović
- Debütbiber: Dinky Sinky von Mareille Klein
- Publikumsbiber: Die Mitte der Welt von Jakob M. Erwa
- Schülerbiber: Zazy von Matthias X. Oberg
- Dokumentarfilmbiber: Beer Brothers von Michael Chauvistré und Miriam Pucitta
- Kurzfilmbiber: Emily must wait von Christian Wittmoser
- Fernsehbiber: Drachenjungfrau von Catalina Molina
- Lobende Erwähnung der Spielfilmjury: Die Hände meiner Mutter von Florian Eichinger

2017
- Goldener Biber: Fremde Tochter von Stephan Lacant
- Debütbiber: Back for Good von Mia Spengler
- Publikumsbiber: Schneeblind von Arto Sebastian
- Schülerbiber: Back for Good von Mia Spengler
- Dokumentarfilmbiber: Algo mio – Argentiniens geraubte Kinder von Jenny Hellmann und Regina Mennig
- Kurzfilmbiber: Watu Wote – All of us von Katja Benrath
- Fernsehbiber: Die Notlüge von Marie Kreutzer
- Mittellanger Spielfilm (unter 60 Minuten): Nadryw von Katja Ginnow

2018
- Ehrenbiber: Werner Herzog[15]
- Goldener Biber: Once Again von Kanwal Sethi[16]
- Debütbiber: Verlorene von Felix Hassenfratz
- Publikumsbiber: Raus von Philipp Hirsch
- Schülerbiber: Sarah spielt einen Werwolf von Katharina Wyss
- Dokumentarfilmbiber: Scala Adieu – Von Windeln verweht von Douglas Wolfsperger
- Kurzfilmbiber: Der Besuch von Christian Werner
- Fernsehbiber: Bist du glücklich? von Max Zähle
- Mittellanger Spielfilm (unter 60 Minuten): Proxima-B von Stefan Bürkner
- Biber fürs beste Drehbuch: Zerschlag mein Herz von Alexandra Makarová

2019
- Goldener Biber: Im Niemandsland von Florian Aigner[17]
- Debütbiber: Kopfplatzen von Savaş Ceviz
- Publikumsbiber: Mein Ende. Dein Anfang. von Mariko Minoguchi
- Schülerbiber: Coup von Sven O. Hill
- Dokumentarfilmbiber: In Search … von Beryl Magoko
- Kurzfilmbiber: Alternativen von Benjamin Kramme
- Fernsehbiber: Herren von Dirk Kummer
- Mittellanger Spielfilm: Schlaf gut. Du auch. von Christian Knie
- Sonderpreis „Adrian“: Michael Hammon für Zwingli

### Ab 2020
2020
- Goldener Biber: Und morgen die ganze Welt von Julia von Heinz[18]
- Debütbiber, Publikumsbiber und Schülerbiber: Notes of Berlin von Mariejosephin Schneider
- Dokumentarfilmbiber: Was tun von Michael Kranz
- Kurzfilmbiber: Die letzten fünf Minuten der Welt von Jürgen Heimüller
- Fernsehbiber: Auf dünnem Eis von Sabine Bernardi
- Mittellanger Spielfilm: Girl meets Boy von Ferdinand Arthuber
- Sonderpreis „Adrian“ (bester Schnitt): Und morgen die ganze Welt von Julia von Heinz, montiert von Georg Söring

2021
- Goldener Biber: Fuchs im Bau von Arman T. Riahi[19][20][21]
- Debütbiber: Nico von Eline Gehring
- Dokumentarfilmbiber: The Other Side of the River von Antonia Kilian und Väter Unser von Sophie Linnenbaum
- Fernsehbiber: Vier von Marie Kreutzer
- Ehrenbiber: Marianne Sägebrecht
- Publikumsbiber: Große Freiheit von Sebastian Meise
- Schülerbiber: Der Wert der Erde von Juan Mora Cid
- Sonderpreis Beste Filmmusik: Fuchs im Bau von Arman T. Riahi
- Kurzfilmbiber: GRRRRL von Natascha Zink
- Mittellanger Spielfilm: Tala’vision von Murad Abu Eisheh

2022
- Goldener Biber: The Forgotten von Daria Onyshchenko[22]
- Silberner Biber: Julius Nitschkoff für Bulldog
- Debütbiber: Bulldog von André Szardenings
- Publikumsbiber: Die Stangenbohnen-Partei von Paddy Schmitt
- Sonderpreis: Gerd Nefzer für seine Leistungen im Bereich visuelle Effekte
- Fernsehbiber: So laut du kannst (ZDF)[23]
- Doku-Biber: (Im)mortels von Lila Ribi
- U60-Biber / Bester mittellanger Spielfilm: Triumph des Schauspielers von Daniel Holzberg
- Kurzfilm-Biber: Esther von Ana Scheu Amigo und Killing Bagheera von Muschirf Shekh Zeyn.
- Schülerbiber: Heartbeast von Aino Suni

2023
- Goldener Biber: Monster im Kopf von Christina Ebelt[24]
- Ehrenbiber: Edgar Selge[25]

2024
- Goldener Biber: Frisch von Damian John Harper[26]
- Debütbiber: Another German Tank Story von Jannis Alexander Kiefer
- Publikumsbiber: Ungeschminkt von Dirk Kummer
- Fernsehbiber: Sterben für Beginner von Christian Klandt
- Doku-Biber: Where we used to sleep von Matthäus Wörle
- Mittellange-Filme-Biber: Sturm und Drang von Wouter Wirth
- Kurzfilm-Biber: Letzter Vorhang von Ben von Grafenstein
- Schülerbiber: Der Bote von Andrei Turcan
- Ehrenbiber: Axel Milberg[27]